# Acarospora intermedia
Acarospora intermedia är en lavart som beskrevs av H.Magn.. Acarospora intermedia ingår i släktet spricklavar, och familjen Acarosporaceae. Arten är reproducerande i Sverige.